# Monoaldo
Monoaldo (VIII secolo) è stato un vescovo italiano di Benevento.

## Biografia
Il nome di questo vescovo è assente nei tradizionali cataloghi dei vescovi beneventani, quali quelli di Mario de Vipera, Pompeo Sarnelli e Ferdinando Ughelli.
Monoaldo è storicamente documentato per la sua partecipazione al sinodo indetto a Roma da papa Zaccaria tra settembre e ottobre 743. I codici manoscritti tuttavia riportano diverse varianti per il nome del vescovo beneventano, tra cui quelli di Ambrogio e di Cesario, cosa che ha indotto in errore gli storici del passato.
Alessandro Di Meo, nei suoi Annali critico-diplomatici del Regno di Napoli nella mezzana età riferisce che, durante il ducato di Gisulfo II di Benevento (742 circa), Monoaldo fece dono di una chiesa al monastero di Locosano (Luogosano).